# Принцип общей ковариантности
Принцип общей ковариантности — принцип, утверждающий, что уравнения, описывающие физические явления в различных системах координат, должны иметь в них одинаковую форму. Такие уравнения называют общековариантными. Примером в ньютоновской механике являются уравнения движения в неинерциальных системах отсчёта, включающие в себя силы инерции.
Принцип общей ковариантности имел большое эвристическое значение для вывода уравнений общей теории относительности, где формулировался так: физическое уравнение выполняется в произвольном гравитационном поле, если
- уравнение выполняется в отсутствие гравитации, то есть оно соответствует законам специальной теории относительности, когда метрический тензор в нем равняется тензору плоского пространства-времени Минковского и аффинная связность равна нулю (эквивалентность всех систем отсчета), и
- физическое уравнение общековариантно, то есть оно сохраняет свою форму при произвольном преобразовании координат (физическое содержание уравнений не зависит от выбора системы координат).

Если в результате преобразования координат зависимые от них переменные (функции координат) изменились по некоторому закону, то принцип общей ковариантности требует, чтобы новые функции от новых координат удовлетворяли уравнениям того же вида, что и старые функции от старых координат.

## Принцип общей ковариантности и принцип эквивалентности
Предположим, что мы рассматриваем какое-нибудь уравнение, удовлетворяющее принципу общей ковариантности, в произвольном гравитационном поле. Уравнение общековариантно, то есть оно справедливо во всех системах координат, если оно справедливо в какой-либо системе координат. Но в любой данной точке имеется локально-инерциальная система координат, в которой гравитация отсутствует. Условие соответствия законам специальной теории относительности в отсутствие гравитации означает, что уравнение справедливо в локально-инерциальной системе координат и, в силу общей ковариантности, справедливо во всех других системах координат. Таким образом, принцип общей ковариантности вытекает из принципа эквивалентности.

## Границы применимости
Только в малых областях можно находить системы координат, в которых, в силу принципа эквивалентности, отсутствуют эффекты гравитации. Поэтому принцип общей ковариантности применим только в масштабах, малых по сравнению с масштабами гравитационного поля.

## Значение дляобщей теории относительности
Принцип общей ковариантности и требование соответствия закону тяготения Ньютона для слабых полей тяготения и медленных движений тяготеющих масс оказываются достаточными условиями для определения релятивистского закона тяготения общей теории относительности.

## Математическое описание
Общековариантными преобразованиями называются преобразования координат вида {\displaystyle x^{\mu }\to x^{\mu '}} и операторов частных производных {\displaystyle \partial _{\mu }\to \partial _{\mu '}=\sum _{\nu }{\frac {\partial x^{\nu }}{\partial x^{\mu '}}}\partial _{\nu }}. Эти преобразования задают группу симметрий общей теории относительности. Преобразования Лоренца являются частным случаем этих преобразований. Лагранжианы в общей теории относительности могут быть получены из лагранжианов специальной теории относительности заменой в них метрики Минковского на псевдориманову метрику {\displaystyle g_{\mu \nu }}, производных {\displaystyle \partial _{\mu }} на ковариантные производные {\displaystyle D_{\nu }} ({\displaystyle D_{\nu }\tau ^{\mu }=\partial _{\nu }\tau ^{\mu }+\Gamma _{\alpha \nu }^{\mu }\tau ^{\alpha }}) и элемента объёма {\displaystyle d^{4}x} на {\displaystyle {\sqrt {-g}}\,d^{4}x}.